# NGC 3951
NGC 3951 é uma galáxia espiral (S?) localizada na direcção da constelação de Leo. Possui uma declinação de +23° 22' 56" e uma ascensão recta de 11 horas, 53 minutos e 41,3 segundos.
A galáxia NGC 3951 foi descoberta em 10 de Abril de 1785 por William Herschel.